# Antón Soler
Antonio Demetrio Soler Lozano (Madrid, 30 de març de 1966), més conegut com a Antón Soler, és un exjugador de bàsquet professional espanyol. Amb una alçada de 2,05 metres ocupava la posició de pivot.

## Carrera esportiva
Es va formar com a jugador al planter del Maristes Bilbao, i posteriorment a les categories inferiors del Joventut de Badalona. La temporada 1982-83 va debutar amb el Joventut a la Lliga Nacional, la qual passaria a anomenar-se Lliga ACB a partir de la temporada següent. Hi va jugar a la Penya durant cinc temporades, aconseguint guanyar en la darrera la Copa Príncep d'Astúries. La temporada 1987-88 va fitxar pel Magia Huesca, on va jugar durant dues temporades. Després va jugar al CB Collado Villalba tres temporades més (una d'elles sota la denominació "Atlético de Madrid Villalba") i un any al Cáceres CB, abans de tornar a disputar una altra temporada a Osca.
La temporada 1994-95 va fitxar pel Vekaventanas Burgos de lliga EBA, començant un periple per diferents equips de categoria EBA, LEB o Autonòmica: La Salle Maó (EBA, dues temporades), Menorca Bàsquet (LEB, una temporada), CB Los Barrios (LEB, una temporada) i Jovent d'Alaior (una temporada a Primera Autonòmica, i dues a EBA).
Va arribar a ser internacional en les categories inferiors de la Selecció espanyola amb la qual va conquistar la medalla de plata en l'Eurobasket Juvenil de Tubingenen de l'any 1983.